# Гацуоло II (Мантова)
Гацуоло II је насеље у Италији у округу Мантова, региону Ломбардија.
Према процени из 2011. у насељу је живело 40 становника. Насеље се налази на надморској висини од 20 м.